# Schiffskatalog
Der Schiffskatalog (altgriechisch νεῶν κατάλογος neōn katalogos) im 2. Gesang der Ilias von Homer beschreibt die zur Eroberung Trojas versammelten Truppen der Griechen (Achaier) mit jeweils der Anzahl der Schiffe, den Namen der Anführer und den Herkunftsorten der Krieger in Form einer Liste.

## Quelle
Überliefert ist dieser Katalog nur im Epos Ilias des Dichters Homer im 2. Gesang in den Versen 494 bis 759, die als älteste erhaltene europäische Dichtung im 8. Jahrhundert v. Chr. entstanden ist.
Weitere Schiffskataloge zum Trojanischen Krieg mit teilweise leicht abweichenden Angaben finden sich in der Bibliotheke des Apollodor (Epitome 3,11-14), bei Hyginus Mythographus (Fabulae 97), bei Dictys Cretensis (1,17) und bei Dares Phrygius (14. Kapitel).

## Inhalt des Kataloges
| Landschaft                              | Verse   | Schiffe | Krieger | Anführer                                          | Orte |
| --------------------------------------- | ------- | ------- | ------- | ------------------------------------------------- | --- |
| Böotien                                 | 494–510 | 50      | je 120  | Peneleos, Leïtos, Arkesilaos, Klonios, Prothoënor | Hyrie, Aulis, Schoinos, Skolos, Eteonos, Thespaia, Graia, Mykalessos, Harma, Eilesion, Erythrai, Eleon, Peteon, Hyle, Okalea, Medeon, Kopai, Eutresis, Thisbe, Koroneia, Haliartos, Plataiai, Glisas, Hypothebai, Onchestos, Arne, Mideia, Nisas, Anthedon |
| Nordwestliches (minysches) Böotien      | 511–516 | 30      |         | Askalaphos, Ialmenos                              | Orchomenos, Aspledon |
| Phokis                                  | 517–526 | 40      |         | Schedios, Epistrophos                             | Kyparissos, Python, Krissa, Panopeos, Daulis, Anemoreia, Hyampolis, Lilaia |
| Lokris                                  | 527–535 | 40      |         | Ajax (der Lokrer)                                 | Kynos, Kalliaros, Opus, Bessa, Skarphe, Augeiai, Thronion, Tarphe |
| Abanter                                 | 536–545 | 40      |         | Elephenor                                         | Euboia, Chalkis, Eretria, Histiaias, Kerinthos, Dion, Karystos, Styra |
| Athen                                   | 546–556 | 50      |         | Menestheus                                        | |
| Salamis                                 | 557–558 | 12      |         | Aiax                                              | |
| Argolis                                 | 559–568 | 80      |         | Diomedes, Sthenelos, Euryalos                     | Argos, Tiryns, Asine, Hermione, Troizen, Eïónes, Epidauros, Aigina, Mases |
| Westliche Argolis, Korinthia            | 569–580 | 100     |         | Agamemnon                                         | Mykene, Korinth, Kleonai, Orneia, Araithyreas, Sikyon, Hyperesia, Gonoëssa, Pellene, Aigion, Helike |
| Lakedaimon                              | 581–590 | 60      |         | Menelaos                                          | Pharis, Sparta, Messene, Bryseiai, Augeiai, Amyklai, Helos, Laas, Oitylos |
| Messenien, Triphylien                   | 591–602 | 90      |         | Nestor                                            | Pylos, Arene, Thryos, Aipy, Kyparisseeis, Amphigeneia, Pteleos, Helos, Dorion |
| Arkadien                                | 603–614 | 60      |         | Agapenor                                          | Pheneos, Orchomenos, Rhipe, Stratie, Enispe, Tegea, Mantinea, Stymphalos, Parrhasia |
| Elis                                    | 615–624 | 40      |         | Amphimachos, Thalpios, Diores, Polyxeinos         | Buprasion, Elis, Hyrmine, Myrsinos, Olenion, Alision |
| Ionische Inseln                         | 625–630 | 40      |         | Meges                                             | Dulichion, Echinen (wahrscheinlich die Echinaden) |
| Ionische Inseln                         | 631–637 | 12      |         | Odysseus                                          | Ithaka, Kefalonia, Neritos, Krokyleia, Aigilips, Zakynthos, Same |
| Aitolien                                | 638–644 | 40      |         | Thoas                                             | Pleuron, Olenos, Pylene, Chalkis, Kalydon |
| Kreta                                   | 645–652 | 80      |         | Idomeneus, Meriones                               | Knossos, Gortyn, Lyktos, Miletos, Lykastos, Phaistos, Rhytios |
| Rhodos                                  | 653–670 | 9       |         | Tlepolemos                                        | Lindos, Ialysos, Kamiros |
| Syme                                    | 671–675 | 3       |         | Nireus                                            | |
| Kos                                     | 676–680 | 30      |         | Pheidippos, Antiphos                              | Nisyros, Karpathos, Kasos, Kos, Kalydnai |
| pelasgisches Argos                      | 681–694 | 50      |         | Achilleus                                         | Alos, Alope, Trachis, Phthia, Hellas |
| Phylake                                 | 695–710 | 40      |         | Protesilaos, Podarkes                             | Phylake, Pyrasos, Iton, Antron, Pteleos |
| Pherai und Iolkos                       | 711–715 | 11      |         | Eumelos                                           | Pherai, Boibe, Glaphyrai, Jolkos |
| Methone (Thessalien)                    | 716–728 | 7       | je 50   | Philoktetes                                       | Methone, Thaumakia, Meliboia, Olizon |
| Hestiaiotis (nordwestliches Thessalien) | 729–733 | 30      |         | Podaleirios, Machaon                              | Trikka, Ithome, Oichalia |
| Tymphaia                                | 734–737 | 40      |         | Eurypylos                                         | Ormenion, Hypereia, Asterion, Titanos |
| Perrhaibia                              | 738–747 | 40      |         | Polypoites                                        | Argissa, Gyrtone, Orthe, Elone, Oloosson |
| Enienen, Peraebi                        | 748–755 | 22      |         | Guneus                                            | Kyphos, Ainiena, Gonos, Dodona (Thessalien), am Fluss Titaresios |
| Magnesia                                | 756–759 | 40      |         | Prothoos                                          | am Peneiosfluss, am Pelion |

Homer gibt also eine Streitmacht von 1.186 Schiffen an. Zweimal nennt er mit 120 und 50 Mann die Stärke der Besatzung, so dass man unter Berücksichtigung von größeren und kleineren Schiffen bei im Durchschnitt angenommenen 80 Kriegern je Schiff auf die doch sehr erhebliche Zahl von 94.880 Kriegern käme.

## Realität der überlieferten Orte

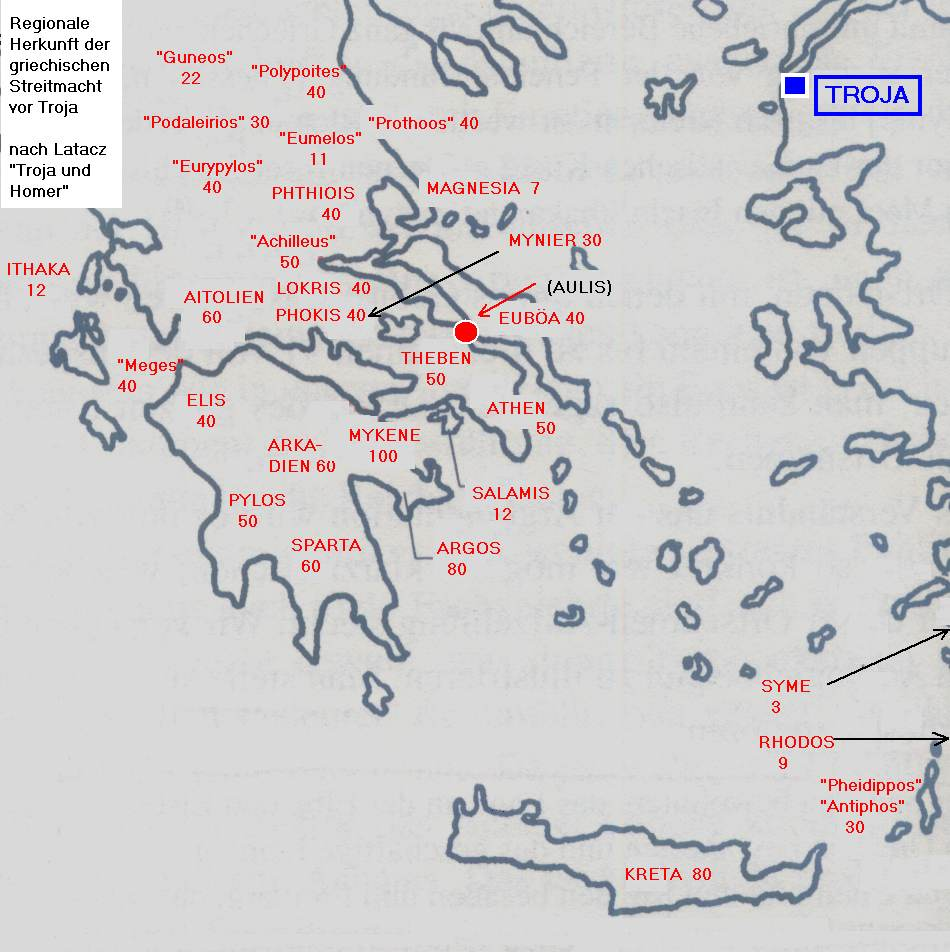
Herkunftsorte der Griechen vor Troja

In seiner geordneten, fast bürokratischen Form macht der Schiffskatalog den Eindruck einer überlieferten Liste. Die Frage, ob der Katalog um die Zeit des um ca. 1200 v. Chr. anzusetzenden Ereignisses des Trojanischen Kriegs entstanden ist oder die politisch-geographische Situation der Zeit Homers im 8./7. Jahrhundert v. Chr. widerspiegelt, ist Gegenstand der anhaltenden wissenschaftlichen Diskussion. Eine Entstehung des Katalogs in mykenischer Zeit setzt eine etwa 400 Jahre währende mündliche oder schriftliche Tradierung voraus. Viele Ortsnamen des Katalogs sind bereits in Linear-B-Tafeln nachweisbar. Zugleich weist der Katalog Orte auf, die zur Zeit Homers als nicht mehr besiedelt galten. Genannt werden Orte in Thessalien, in Mittel- und Westgriechenland, auf der Peloponnes, den ionischen Inseln und Kreta sowie die Inseln des Dodekanes. Die Kykladen und Orte des kleinasiatischen Festlandes fanden keine Berücksichtigung. Für Joachim Latacz weist der Katalog der Ortsnamen auf eine Entstehung in mykenischer Zeit hin.
Nicht Mykene, sondern Städte in der Nähe von Theben werden an erster Stelle des Kataloges genannt, obwohl Agamemnon von Mykene Anführer der griechischen Streitmacht war. Auch der Abfahrtshafen Aulis liegt auf thebanischem Gebiet. Allerdings gilt Theben in der neueren Forschung zumindest hinsichtlich seiner Außenkontakte Mykene im Rang nachgeordnet.
Im Schiffskatalog genannt zu sein, erhöhte wohl das Prestige einer Polis auch in späterer Zeit, so dass auch in schriftloser Zeit gegenseitige gesellschaftliche Kontrolle gegenüber Veränderungen dieses Kataloges durch weniger einflussreiche griechische Staaten anzunehmen ist. Für Birgitta Eder stellt der Katalog eine „Mischung aus mythischer Geographie und geographischer Realität“ dar. Die Entstehungszeit des homerischen Schiffskatalogs hält sie für letztlich nicht beantwortbar.

## Realität des Trojanischen Krieges
Der Krieg gegen Troja nimmt in der griechischen Mythologie einen breiten Raum ein. Für die Griechen des Altertums war der Krieg gegen Troja ohne Zweifel ein historisches Ereignis. Der Gelehrte Eratosthenes von Kyrene berechnete die Eroberung Trojas auf 1184 v. Chr. und ordnete ihn so in den zeitlichen Rahmen der griechischen Frühgeschichte zwischen Mythos und belegter Geschichte ein.